# Obere Reppischstrasse 25

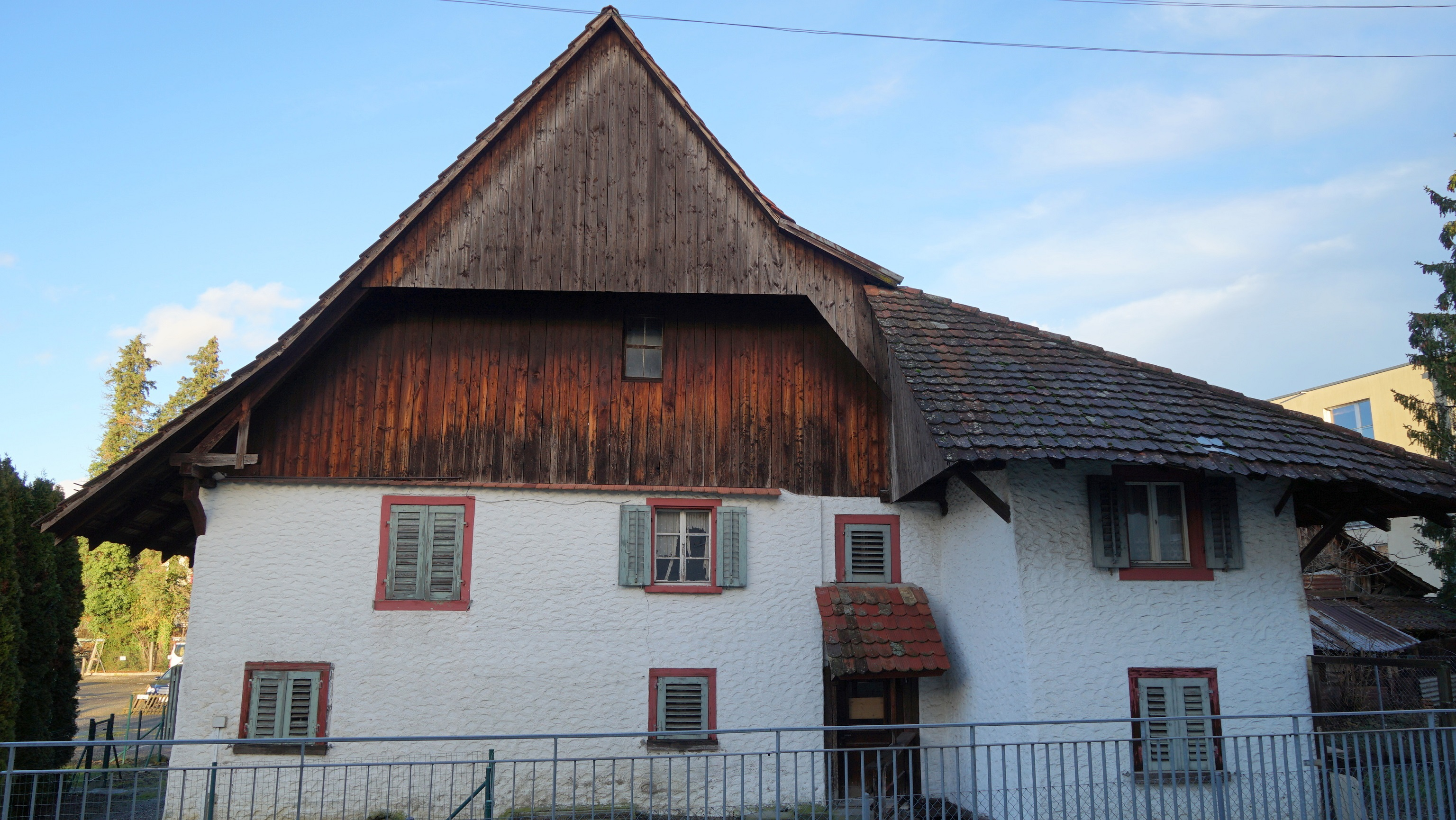
Ansicht von Süden (2023)

Das ehemalige Vielzweckbauernhaus Obere Reppischstrasse 25 ist ein Bohlenständerbau des 17. Jahrhunderts in Dietikon im Schweizer Kanton Zürich. Das Denkmalschutzobjekt wird in der Buchreihe Die Kunstdenkmäler der Schweiz beschrieben.

## Lage
Das Gebäude steht östlich der Reppisch im ehemaligen Oberdorf der Stadt. Zwischen dem zurückversetzten Haus und der Strasse liegt der Garten.

## Beschreibung
Der Kern des Vielzweckbauernhauses stammt aus dem 17. Jahrhundert. Der Bohlenständerbau war teilweise in Fachwerk errichtet und hatte einen offenen Rauchabzug ins Dach. Der Wohnteil ist zweigeschossig und dreiraumtief, unter dem gleichen Giebel liegt der Ökonomieteil mit Scheune, Tenn und Stall. Umbauten und Erneuerungen zwischen 1841 und 1896 prägen heute das Erscheinungsbild des als Wohnhaus genutzten Gebäudes.
Die Traufseite zur Strasse zeigt eine Fensterreihe und vier Fenster im Obergeschoss. Die nach Süden orientierte Giebelseite hat eine unregelmässige Befensterung und ein verbrettertes Giebelfeld. Das Dach trägt handgestrichene Biberschwanzziegel.
Kulturgüter-Objekte der «Kategorie C» mit lokaler Bedeutung wurden (Stand: 1. Januar 2023) noch nicht veröffentlicht.

## Belege
1. 1 2 3 4  Karl Grunder: Obere Reppischstrasse 25/27, Ass.-Nr. 232. In: Die Kunstdenkmäler des Kantons Zürich. Band 9: Der Bezirk Dietikon. S. 142.

Koordinaten: 47° 24′ 13,2″ N, 8° 23′ 57,4″ O; CH1903: 672513 / 250760